# Fallceon fortipalpus
Fallceon fortipalpus är en dagsländeart som beskrevs av Lugo-ortiz och Mccafferty 1994. Fallceon fortipalpus ingår i släktet Fallceon och familjen ådagsländor. Inga underarter finns listade i Catalogue of Life.